# Vonda Shepard
Vonda Shepard (Nova Iorque, 7 de julho de 1963) é uma cantora de rock, que ganhou popularidade em 1990.

## Biografia
Ela é provavelmente mais conhecida por suas aparições regulares na televisão na série Ally McBeal, em que ela desempenhou um intérprete residente de um bar onde os personagens do show normalmente bebiam depois do trabalho. Ela toca piano, guitarra e baixo.
Nasceu em Nova York mas sua família se mudou para Califórnia quando ela era bastante jovem. Desde a mais tenra idade, foi uma grande pianista e durante anos depois teve vários desempenhos como cantora de apoio, finalmente conseguindo o seu próprio contrato de gravação.
A primeira aparição de Shepard foi em 1987, quando ela gravou um dueto com o Dan Hill intitulado "Can't We Try". Ela lançou o seu primeiro álbum em 1989. Seu terceiro álbum no entanto, recebeu fortes críticas com muitos elogios e logo depois assinou com Ally McBeal depois de ter sido descoberta pelo criador E David Kelley. Enquanto estava no show ela gravou dois álbuns e a trilha sonora de duas seleções das músicas de Ally McBeal. As canções Vonda gravadas para a trilha sonora de Ally McBeal falam do que esta acontecendo com a vida de Ally. Vonda lançou mais dois álbuns em estúdio e mais recentemente um álbum ao vivo.
Vonda é casada com produtor musical Mitchell Froom e eles tiveram seu primeiro filho Jack Froom em 15 de abril 2006.

## Álbuns
- Vonda Shepard 1989 US: Reprise Records, pela Vesper Alley Records em 1998
- The Radical Light 1992 US: Reprise Records, pela Vesper Alley Records em 1998
- It's Good, Eve 1996 US: Vesper Alley Records / UK: Epic Records
- Songs From Ally McBeal 1998 US: 550 Music/Epic/SME Records / UK: Epic Records #3 /Spain: #1
- By 7:30 1999 US: Jacket Records / UK: Epic Records #39
- Heart and Soul: New Songs From Ally McBeal 1999 US: 550 Music/Epic/SME Records / UK: Epic Records #9
- Chinatown 2002 US: Jacket Records / UK: Edel Music
- Live: A Retrospective 2005 US: Jacket Records

## Coleções
- Ally McBeal: A Very Ally Christmas 2000 US: 550 Music/Epic/SME Records / UK: Epic Records
- Ally McBeal: For Once in My Life Soundtrack 2001 US: 550 Music/Epic/SME Records / UK: Epic Records

## Canções de Ally McBeal
- Searchin' My Soul #1 Spain
- Hooked On A Feeling #7 Spain
- Maryland
- Tell Him #29 Spain
- Read Your Mind
- This Old Heart Of Mine
- Baby Don't You Break My Heart Slow (com Emily Saliers da Indigo Girls)
- Someday We'll Be Together
- Confetti
- Love Is Alive (com Anastacia)
- Chances Are (com Robert Downey Jr.)